# Океанариум на Дмитровском шоссе
Океанариум на Дмитровском шоссе — первый океанариум в Москве, располагающийся в торгово-развлекательном центре «РИО» на Дмитровском шоссе, 163. Являлся крупнейшим в России до строительства Москвариума. Создан на средства ГК «Ташир». Инвестиции в проект составили 18 млн долларов.
Площадь объекта составляет 3,5 тысяч м2, а объём супераквариума — 1 млн л. В океанариуме обитает 10 тысяч рыб и 250 видов животных в девяти зонах.